# Gubkin

Stadens vapen.

Gubkin (ryska Гу́бкин) är den tredje största staden i Belgorod oblast i västra Ryssland. Folkmängden uppgick till 87 405 invånare i början av 2015, med totalt 119 817 invånare inklusive omgivande landsbygd under stadens administration. Gubkin grundades på 1930-talet och fick stadsrättigheter 23 december 1955.